# 宮城県道296号石巻女川インター線
宮城県道296号石巻女川インター線（みやぎけんどう296ごう いしのまきおながわインターせん）は、宮城県石巻市の国道45号・国道398号石巻バイパスから同県同市の石巻女川ICに至る一般県道である。

## 概要
国道45号・国道398号石巻バイパスから石巻女川ICに至る路線。途中、石巻赤十字病院付近を通る。元々は石巻北インター線として整備が進められていた。
当道の開通以前は、稲井方面から三陸道を利用する場合は石巻市中心部を経由し、石巻河南ICから利用していた。しかし、朝夕では交通量が多く渋滞が発生することがあった。だが、当道と石巻女川ICの開通により石巻バイパスから直接利用できるようになったため、交通が分散し渋滞が少なくなったのに加え、石巻赤十字病院への通院等のアクセス性が向上した。

### 路線データ
- 起点：石巻市蛇田字東道下[2]
- 終点：石巻市蛇田字東道上[2]
- 実延長：343.0 m[3]

## 歴史
- 2012年（平成24年）
  - 7月31日 - 石巻北インター線として路線認定[4]。
  - 9月8日 - 着工[5]。
- 2013年（平成25年）7月23日 - 道路の区域決定[6]。
- 2015年（平成27年）10月
  - 2日 - 石巻北インター線から石巻女川インター線に改称[7]。
  - 4日午後3時 ‐ 供用開始[7]。

## 地理

### 通過する自治体
- 石巻市

### 交差する道路
- 国道45号・国道398号石巻バイパス（石巻市蛇田・起点）
- 三陸沿岸道路（矢本石巻道路）石巻女川IC（石巻市蛇田・終点）

### 沿線の施設
- 石巻赤十字病院